# Why (singel Malény)
Why (orm. ինչու; pol. dlaczego) – singel ormańskiej piosenkarki Malény wydany 27 listopada 2020 roku.
Piosenka miała reprezentować Armenię w 18. Konkursie Piosenki Eurowizji dla Dzieci (2020), który odbył się w Warszawie 29 listopada, lecz kraj ostatecznie wycofał się z konkursu tłumacząc się stanem wojennym, który został wprowadzony w tym kraju w wyniku trwającego konfliktu w Górskim Karabachu, sytuacją epidemiologiczną w kraju oraz problemami finansowymi nadawcy.

## Lista utworów
| Digital download / media strumieniowe | Digital download / media strumieniowe | Digital download / media strumieniowe |
| Nr                                    | Tytuł utworu                          | Długość                               |
| ------------------------------------- | ------------------------------------- | ------------------------------------- |
| 1.                                    | „Why”                                 | 2:58                                  |

## Pozycje na listach
| Notowanie (2021)                   | Najwyższa pozycja |
| ---------------------------------- | ----------------- |
| Armenia (Apple Music)              | 29                |
| Armenia (Apple Music: Pop Top 200) | 13                |
| Polska (iTunes)                    | 24                |
| Polska (iTunes: Pop Top 200)       | 7                 |
| Szwecja (iTunes)                   | 24                |
| Szwecja (iTunes: Pop Top 200)      | 10                |
| Turcja (iTunes: Pop Top 200)       | 88                |